# Une partie de pop-corn
Pour plus de détails, voir Fiche technique et Distribution.
Une partie de pop-corn (Corn Chips), renommé Pop corn à tout va ! durant sa restauration HD en 2012, est un dessin animé de la série des Donald produit par Walt Disney pour Buena Vista Pictures et RKO Radio Pictures sorti le 23 mars 1951.

## Synopsis
Alors que Donald est train de déneiger son allée, il aperçoit Tic et Tac en train de faire de même sur leur branche et décide de leur jouer un tour en les utilisant pour terminer son allée...

## Fiche technique
- Titre original : Corn Chips
- Titre français : Une partie de pop-corn, Pop corn à tout va ![2]
- Série : Donald Duck
- Réalisateur : Jack Hannah
- Scénario : Bill Berg et Nick George
- Animateur : Bill Justice, Volus Jones, Bob Carlson et Judge Whitaker
- Effets visuels : George Rowley
- Layout : Yale Gracey
- Background : Thelma Witmer
- Musique: Oliver Wallace
- Voix : Clarence Nash (Donald), Dessie Flynn (Tac) et James MacDonald (Tic)
- Producteur : Walt Disney
- Société de production : Walt Disney Productions
- Distributeur : Buena Vista Pictures et RKO Radio Pictures
- Date de sortie : 23 mars 1951
- Format d'image : couleur (Technicolor)
- Son : Mono (RCA Photophone)
- Durée : 6 min
- Langue : (en)
- Pays :  États-Unis

## Voix françaises

### 1erdoublage (1990)
- Sylvain Caruso : Donald Duck
- Béatrice Belthoise : Tic
- Philippe Videcoq : Tac

### 2edoublage (2012)
- Sylvain Caruso : Donald Duck
- Béatrice Belthoise : Tic et Tac

## Commentaires
Le court métrage a été restauré et redoublé en 2012 dans la collection Mickey Trop drôle et renommé Pop corn à tout va !.

## Titre en différentes langues
D'après IMDb :
- Suède : Kalle Anka jagar tjuvar et Kalle Anka och popcornen